# Кирияк, Тимофей Прокофьевич
Тимофей Прокофьевич Кирияк — русский писатель и переводчик.

## Биография
Воспитывался в академической гимназии, в 1790-х был инспектором классов Смольного монастыря.
Кирияк перевёл «Достопамятные и любопытные сказания об императоре Петре Великом» Я. Штелина (СПб., 1786 и 1787), «Историю моего времени» Фридриха II (СПб., 1793); издал анонимно популярную в своё время «Краткую российскую историю для народных училищ» (СПб., 1799; 9-е изд., 1827, немецкий перевод А. Шлецера, Геттинген, 1802). Для характеристики екатерининского времени и того общественного настроения имеют известную цену два письма Кирияка — о потёмкинском празднике, по случаю взятия Измаила в 1791, и о смерти Екатерины II («Русский Архив», 1867).
Т. П. Кирияк был воспитателем будущей жены князя И. М. Долгорукова — Е. С. Долгоруковой (урождённой Смирновой). В 1790-е годы Долгоруковы, жившие в Пензе, вели переписку с Тимофеем Прокофьевичем, информировавшим их о жизни Петербурга. Письма его представляют собою интереснейшие, живые рассказы о событиях при дворе и стали достаточно значительными документами эпохи.